# Boulevard des Capucines (Monet)
Boulevard des Capucines é uma pintura a óleo sobre tela do pintor impressionista francês Claude Monet, datada de 1873-74. A pintura mostra o Boulevard des Capucines, um bairro de Paris.

## História
A partir da década de 1860, Monet e outros artistas semelhantes em atitude e pensamento, ficaram frente-a-frente com a rejeição da conservadora Académie des Beaux-Arts, de exibirem os seus trabalhos na exposição anual do Salon de Paris. Durante o período final de 1873, Monet, Renoir, Pissarro, e Sisley, organizaram a Sociedade anónima dos artistas, pintores, escultores e gravadores para exibirem as suas obras de forma independente. Na sua primeira exposição, em Abril de 1874, Monet exibiu o trabalho que iria dar o nome ao grupo e movimento, Impression, Sunrise. Entre as pinturas que Monet expôs na primeira exposição impressionista, estava oThe Luncheon, 1868, de Camille Doncieux e Jean Monet. A pintura foi rejeictada pelo Paris Salon de 1870.
Também nesta exibição estava uma pintura intitulada Boulevard des Capucines, uma pintura do bairro feita a partir do apartamento do fotógrafo Nadar, no n.º 35. Monet pintou esta cena por duas vezes, e desconhece-se  qual das duas pinturas - a que se encontra no Museu Pushkin em Moscovo, ou a de Nelson-Atkins Museum of Art em Kansas City (aqui mostrada) -, foi a que apareceu na exibição de 1874, embora a mais consensual seja a de Moscovo.